# Rimsko gledališče, Aman
Rimsko gledališče v Amanu je rimsko gledališče iz 2. stoletja s 6000 sedeži. Znana znamenitost v jordanski prestolnici, sega v rimsko obdobje, ko je bilo mesto znano kot Filadelfija. Gledališče in bližnji Odeon obdajata New Hashemite Plaza z juga oziroma vzhoda, rimski nimfej pa je le nekaj minut hoje v smeri severozahod.

## Zgodovina
Gledališče je bilo zgrajeno v času vladavine Antonina Pija (138-161 n. št.). Velika in strma stopničasta zgradba je lahko sprejela približno 6000 ljudi: vgrajena v pobočje je bila usmerjena proti severu, da sonce ni motilo gledalcev.
Razdeljeno je bilo na tri vodoravne odseke (diazomata). Stranski vhodi (paradoi) so obstajali na tleh, eden vodi v orkestro, drugi pa na oder. V prostorih za temi vhodi sta zdaj Jordanski muzej popularne tradicije na eni strani in Jordanski folklorni muzej na drugi strani.
Najvišji del sedežev v gledališču, čeprav je daleč od odra, ponuja odlične razglede, igralce pa je zaradi strme tribune (cavea) mogoče dobro slišati.
Gledališče je bilo obnovljeno v 1950-ih in 1960-ih in je spet v uporabi.  Od leta 2017 se v gledališču odvija Aman Opera Festival. 
Uporablja se tudi kot prizorišče drugih kulturnih dejavnosti, vključno z mednarodnim knjižnim sejmom v Amanu, podelitvijo nagrad za maraton v Amanu in glasbenimi koncerti, predvsem glasbeni festival Al Balad.

## Dimenzije
- Polkrožna tribuna (cavea) 102 m; ravni sedežev avditorija so razdeljeni z dvema krogoma v tri sklope. Zgornji del (summa cavea) je sestavljen iz 17 vrst sedežev; srednji (media cavea) in spodnji del (ima cavea) sestavljata 14 vrst sedežev. [3]
- Orkestra 26,75 m
- Širina odra 95,5 m